# Туризм в Австрии

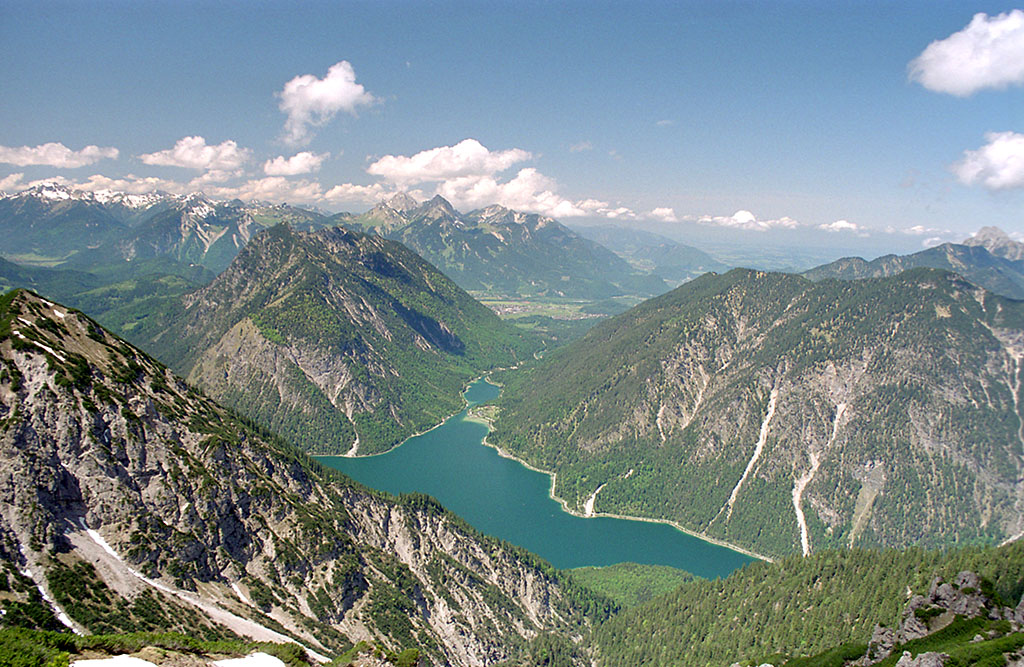
Озеро Планзее

Австрия — страна традиционного активного, культурного и «зеленого» туризма. Туризм является важной частью экономики Австрии, составляя почти 9 % австрийского валового внутреннего продукта.
Посещение Австрии обычно включает в себя поездку в Вену, посещение пабов и наслаждение музыкой Венского вальса. Пользуются популярностью родина Моцарта — Зальцбург, а также Инсбрук, столица Тироля, окруженного Альпами. В западной части страны область Форальберг граничит с живописным Боденским озером.
Наибольшее внимание туристов привлекает австрийский лыжный спорт, термальные курорты и пеший туризм. Для интересующихся искусством в Австрии есть множество музеев и театров.

## Влияние туризма на экономику
Сегодня для Австрии туризм является существенным источником дохода, покрывающим традиционно отрицательное торговое сальдо. Динамика развития туризма, расходов на него и прибыли от него имеет общие черты с аналогичными показателями Швейцарии. За 1964—1990 годы расходы на туризм росли высокими темпами и увеличились в 28 раз, доходы от туризма выросли в 11 раз, положительное сальдо туристического баланса — в 6 раз.
Активное сальдо туристического баланса на протяжении послевоенных десятилетий является для Австрии важнейшим источником покрытия дефицита торгового баланса. Но в 1970—1980-е годы финансовые поступления от туризма снижались:
| Годы    | 1955 | 1960 | 1964 | 1969  | 1975   | 1980   | 1985   | 1990   |
| ------- | ---- | ---- | ---- | ----- | ------ | ------ | ------ | ------ |
| Процент | 33 % | 58 % | 91 % | 116 % | 96,4 % | 49,1 % | 74,8 % | 74,2 % |

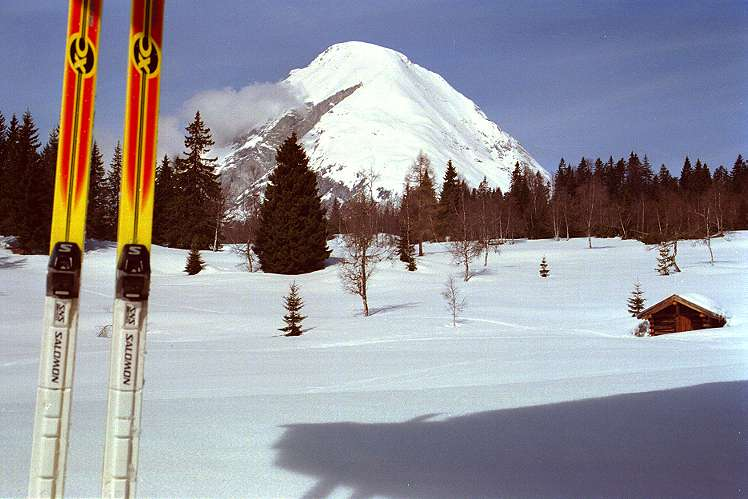
Олимпийская трасса, Зефельд

Развитие туризма в Австрии вызвано следующими факторами:
- наличие богатых рекреационных ресурсов;
- развитая инфраструктура;
- экономическая и политическая стабильность;
- отсутствие значительных собственных сырьевых и топливных ресурсов;
- дефицит торгового баланса;
- удачное географическое положение.

Каждый пятый трудоспособный гражданин работает в сфере туризма и гостеприимства (около 330 000 человек). В 2013 году объём прямой добавленной стоимости этой сферы экономики составил около 5,8 % ВВП (18 млрд евро). По величине туристический рынок Австрии является шестым в Европе и одиннадцатым в мире. По доходу с одного туриста Австрия на первом месте — 1750 евро.

## Туристические центры
Австрийские Альпы можно подразделить на несколько районов, сочетающих в себе различия в характере склонов, уровню сложности трасс, популярности, сервисе, развитии инфраструктуры и природных особенностей.

### Центральный Тироль

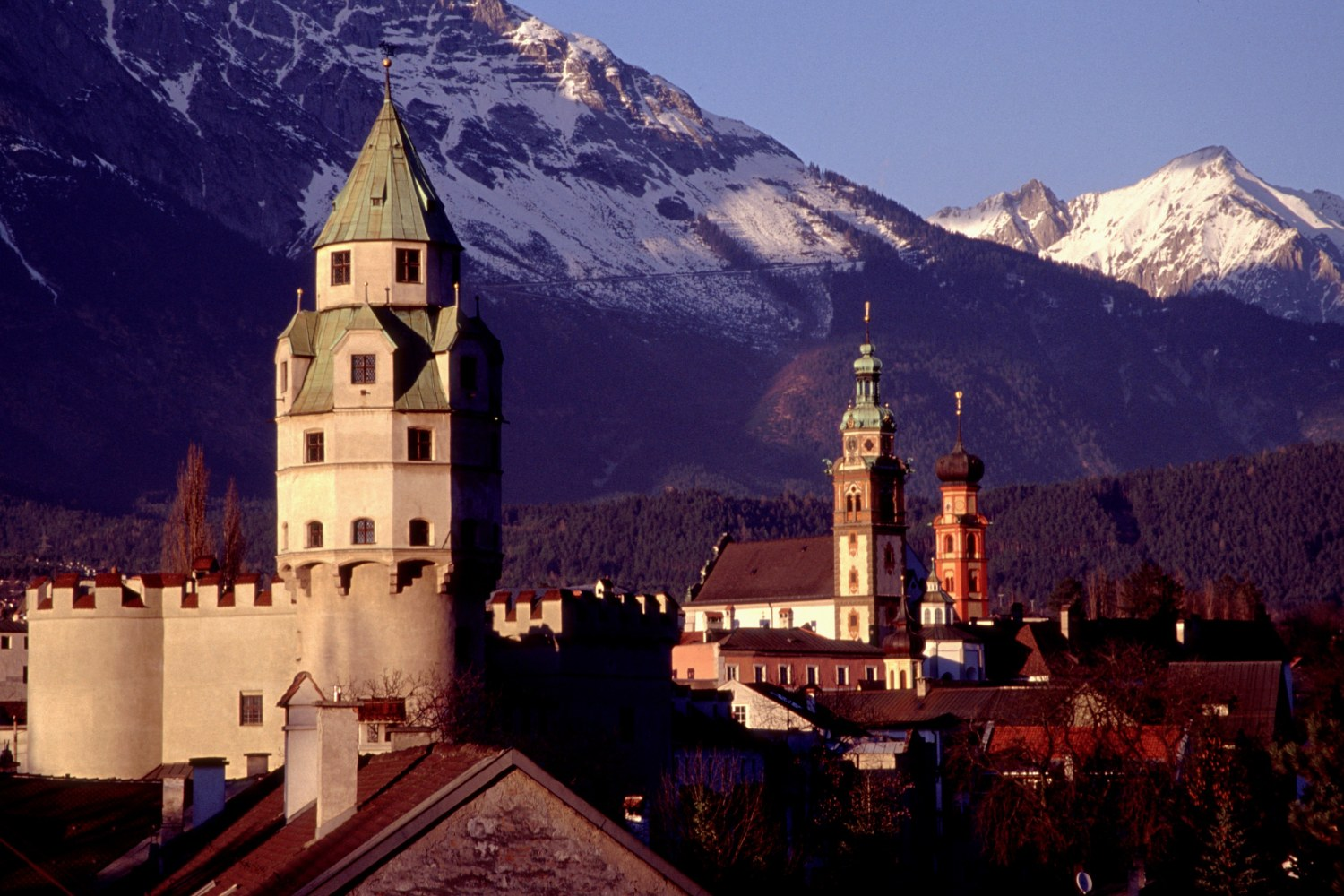
Тирольские башни

Район Центрального Тироля, расположенный между горными массивами Арльберг и Китцбюэль, представляет собой плато, окружённое на севере горами Гшвандткопф и Росхютте и включающее часть долины Циллерталь на юге. Здесь расположены самые популярные и известные курорты Австрии.
Прежде всего, это столица Тироля — Инсбрук. Дважды, в 1964 и 1976 годах, здесь проходили зимние Олимпийские игры. Лыжный сезон здесь длится с начала декабря и до конца апреля. А на ледник Штубай многие туристы приезжают даже летом. Город окружен обширными районами катания: Хунгербург-Зеегрубе, Пачеркофель, Глузенгер, Муттерер Альм, Аксамер Лицум и Рангер Кемпфль. Популярность Инсбрука также можно объяснить его транспортной доступностью: многочисленные авиалинии соединяют Инсбрук с крупными городами Европы — Цюрихом, Веной, Мюнхеном, Франкфуртом, Амстердамом.
Перепад высот составляет 1500 м (874—2343 м). Проживанием и размещением туристов в самом Инсбруке занимаются отели, в основном, дорогие и респектабельные, на окраинах города или в непосредственной близости от горнолыжных трасс и подъемников расположены менее фешенебельные 3-х и 4-х звёздные отели, а также отдельные коттеджи в традиционном австрийско-альпийском стиле для всех австрийских горных курортов
В долине Циллерталь расположены небольшие деревушки и городки — Фюген, Целль ам Циллер, Финкенберг и Майрхофен. Все они образуют единое горнолыжное пространство трасс, подъемников, альпийских отелей. Ежегодно, район Майрхофена привлекает до 35 % всех туристов приезжающих на курорты земли Тироль. Здесь находится 487 км подготовленных трасс, с перепадом высот от 630 до 3250 м.
Севернее Майрхофена на плато, окруженном горами Гшвандткопф и Росхютте, находится ещё известный горнолыжный курорт Центрального Тироля — Зефельд. Это элитный курорт с фешенебельными отелями, ресторанами и казино.

### Долина Эцталь

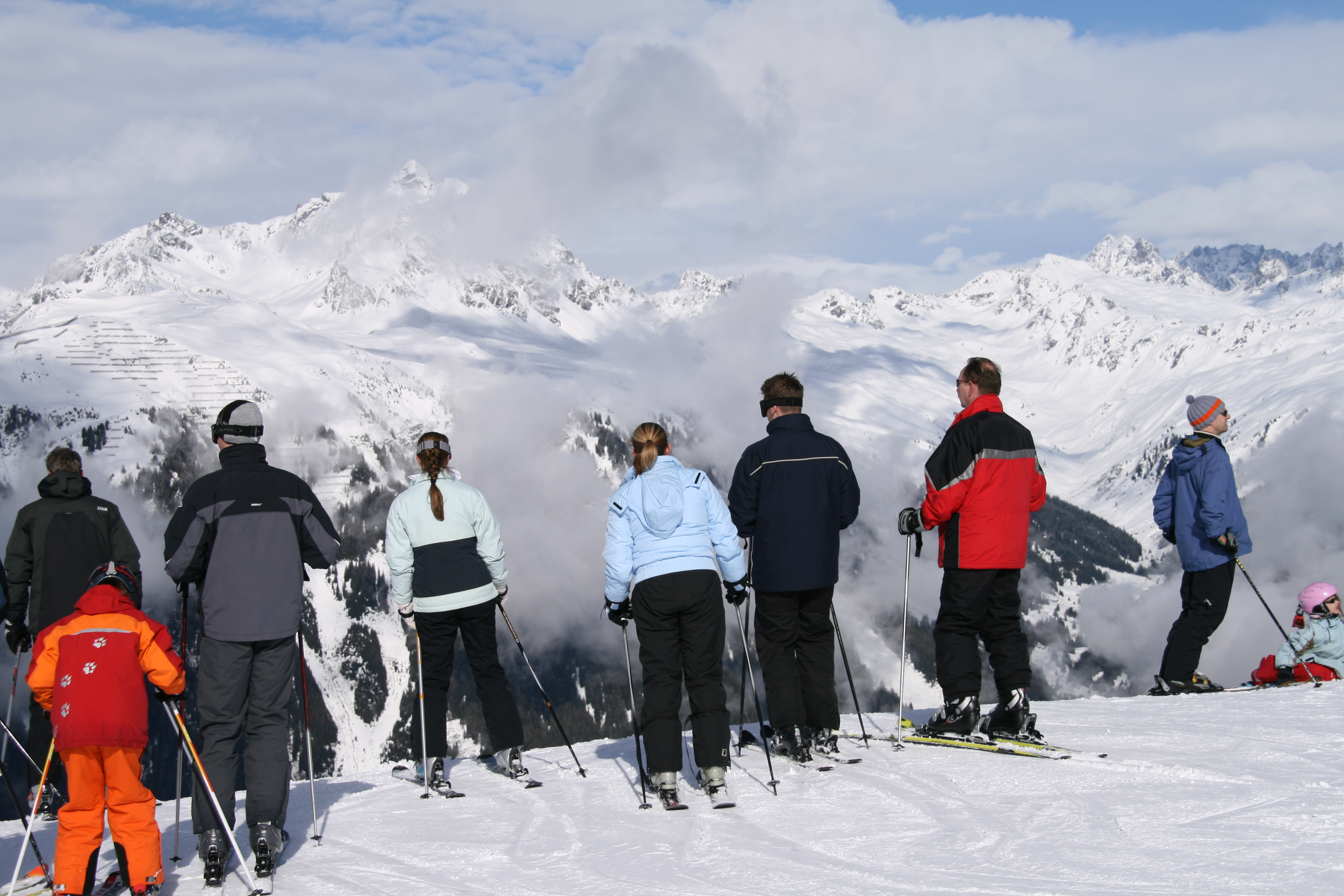
Туристы на трассах «Сильвретта»

Долина Эцталь — самая большая в Восточных Альпах. Этот район находится на юге земли Тироль, на границе с Италией. Здесь относительно благоприятные климатические условия, в том числе сухой холодный зимний воздух и большое количество солнечных дней, ледники и устойчивый снежный покров.
В Эцтале находятся одни из лидеров австрийского горнолыжного туризма — курорты Зёльден и Хохзельден. Эти города принимают до 18 % всех туристов земли Тироль. Основные трассы ведут на ледники Реттенбах, Тифенбах и Гайс-лахголь. К ним ведет самая высокая в Европе «панорамная» дорога (2800 м). В глубине долины находится самый высокогорный альпийский курорт — Обергургль (1930 м).

### Арльберг
Арльберг — обширный центр туризма, который находится на западе Австрии, делится на две части: Ишгль, Санкт-Антон и Санкт-Кристоф относятся к Тиролю, а Лех, Цюрс и Штубен к федеральной земле Форарльберг. Этот район очень близок по многим показателям к Швейцарским Альпам.
Ишгль находится на дне узкого ущелья Пацнаун на высоте 1377 м. Он вместе со швейцарским курортом Замнаун составляет единую горнолыжную систему «Silvretta Arena».
За перевалом Арльбергпас, находится другой известный курорт Австрии — Санкт-Антон. Он вошел в историю горнолыжного спорта, являясь его родоначальником и местом проведения соревнований на Кубок Мира — знаменитых местных гонок Кандагар-Арльберг. Здесь расположены самые дорогие горнолыжные отели в Австрии.
На территории самой западной австрийской земли — Форарльберг находится ещё один очень известный горнолыжный курорт. Лех — небольшая деревушка, расположена в очень удачном с физико-географической точки зрения положении, микроклимат своего образного треугольника Лех-Оберлех-Цюрс обеспечивает постоянный снежный покров в течение почти всего года.
В Цюрсе в начале века была организована первая школа катания на горных лыжах, а в 1937 году здесь был построен один из первых австрийских подъемников.

### Зальцбург

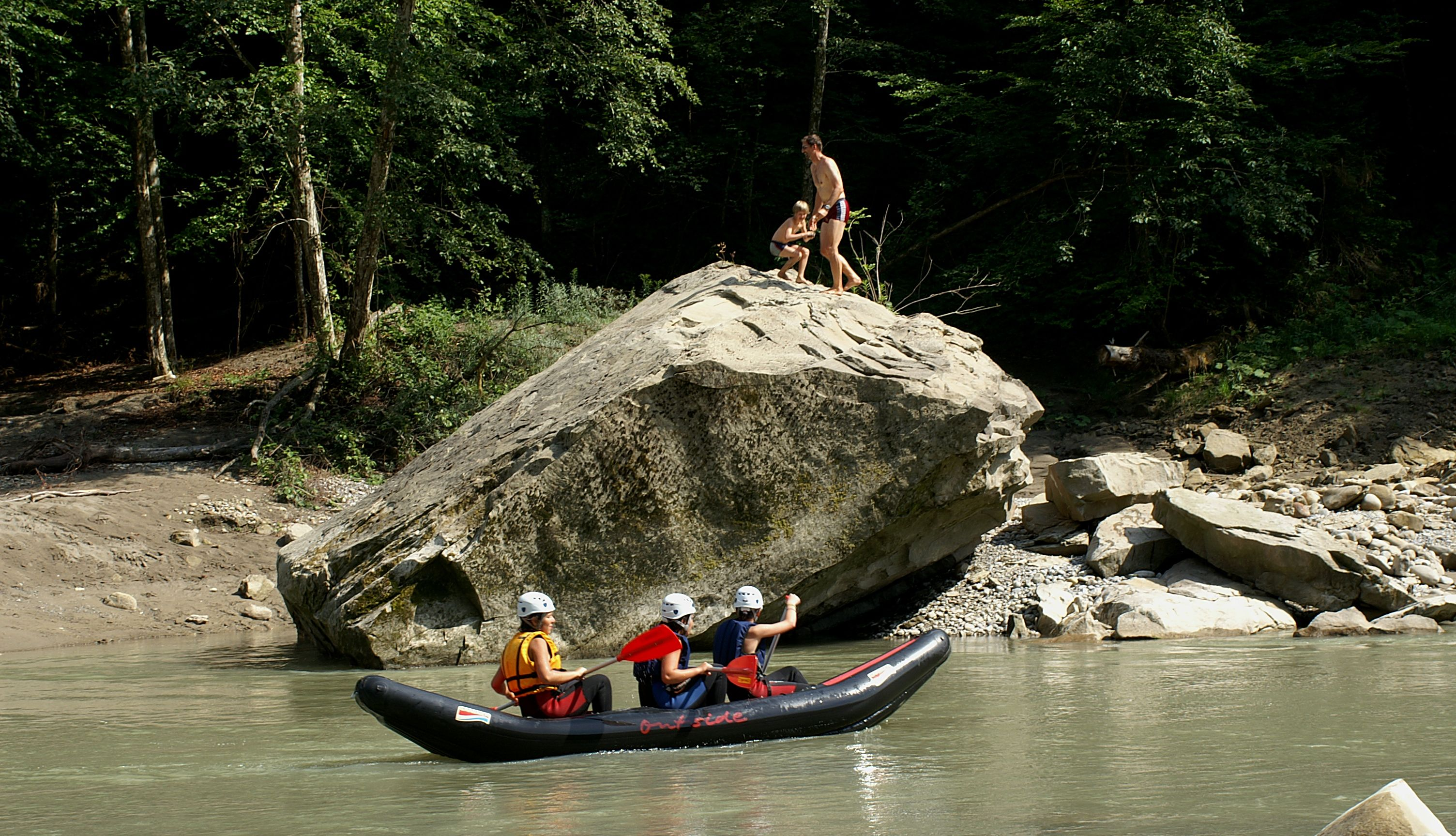
Сплав по одной из альпийских рек

Район Зальцбурга включает в себя одноимённую федеральную землю и восточную часть Тироля. Здесь расположен так называемый «Европейский спортивный регион»: это курорты Целль ам Зее, Капрун и Заальбах, Хинтерглемм.
Здесь за 30 лет развития создана мощная курортная инфраструктура, предлагающая размещение, питание, спортивные развлечения и досуг для туристов с различными запросами. Сезон катания — с декабря по апрель. Регион располагает свыше 130 км разнообразных маркированных трасс и 63 подъемниками в семи зонах катания на высотах 760—2000 и 2250-3029 м. На леднике Кицштайнхорн над Капруном горнолыжный комплекс работает круглый год.
«Лыжный цирк» — так называют один из крупнейших в Австрии спортивных регионов с курортами Заальбах, Хинтерглемм и Леоганг. Он расположен в глубокой долине реки Залах. Регион представляет собой единое горнолыжное пространство с перепадом высот 800—2090 м. Южнее Заальбаха, в горном массиве Высокий Тауэрн находится долина Гастайнерталь. Широко известная с давних времен целебными свойствами термальных источников, долина Гастайнерталь получила особую популярность в XIX веке, когда высшем обществе стало модным выезжать на воды. Сегодня этот лечебно-оздоровительный курорт. Все трассы спускаются к городу Кицбюэль, богатому архитектурными памятниками, история которого насчитывает уже более 725 лет.
Здесь также расположена живописная Высокогорная дорога Гросглокнер, считающаяся самым красивым в мире туристическим автомобильным горным маршрутом.

### Каринтия
Федеральная земля Каринтия находится на юге Австрии. Центральное место здесь занимает курорт — Бад Кляйнкирхайм. Он расположен на севере Каринтии, в одной из долин на высоте 1100 м и граничит с национальным парком Нокберге. Здесь наряду с горнолыжными трассами расположены термальные источники Ст. Катрайн и Термаль Рёмербад, где многие туристы занимаются оздоровительными процедурами.